# Darya Stepanyuk
Darya Stepanyuk, född 22 maj 1990, är en ukrainsk simmare. 
Stepanyuk tävlade i tre grenar (100 meter frisim, 4 x 100 meter frisim och 4 x 100 meter medley) för Ukraina vid olympiska sommarspelen 2008 i Peking, där hon i samtliga grenar blev utslagen i försöksheatet.
Vid olympiska sommarspelen 2012 i London tävlade Stepanyuk i två grenar (50 meter frisim och 4 x 200 meter frisim), där hon i båda grenarna blev utslagen i försöksheatet. Vid olympiska sommarspelen 2016 i Rio de Janeiro tävlade Stepanyuk i två grenar (50 meter frisim och 100 meter fjärilsim), där hon i båda grenarna blev utslagen i försöksheatet.